# 국제간호협의회
국제간호협의회( International council of Nurses, 國際看護協議會, 약칭 ICN)는 국제적 간호사 단체이다. 사상·종교·정치를 초월한 순수한 전문단체이다. 1899년 영국의 펜위크(Bedford Fenwick) 여사에 의해 창설되었고, 본부는 제네바에 있다. 각 회원 협회가 자국의 간호의 질적 수준을 높이고 사회적 지위의 향상을 도모하기 위한 조언·원조 등을 한다.
한 주권국에서 한 회원국만을 인정하며 그 나라의 간호교육 기준, 간호업무의 수준, 직업윤리의 상황을 회원국 자격 심사의 골자로 삼는다. 2012년 기준 135개국의 정회원국이 있으며, 이 회원국의 130만 명이 넘는 모든 회원들은 자동적으로 ICN 회원이 되며, 회원은 4년마다 열리는 국제 대회에 참석할 권한이 있다.